# Resolució 2292 del Consell de Seguretat de les Nacions Unides
La Resolució 2292 del Consell de Seguretat de les Nacions Unides fou adoptada per unanimitat el 14 de juny de 2016. El Consell va permetre als països membres inspeccionar vaixells prop de Líbia sospitosos de violar l'embargament d'armes contra aquest país.
Rússia creu que l'establiment d'uns serveis de seguretat competents a Líbia resoldria els problemes, però no se'n parlava. Segons el país, hi havia una agenda oculta darrere de la resolució, on "algú" volia comprovar el tràfic d'armes a Líbia. El representant rus també va dir que "els col·legues" estaven fent tot el que podien per assegurar-se que l'operació EU Navfor Med (Sophia) de la Unió Europea es pogués ampliar, i va advertir d'ignorar els efectes de les accions de l'OTAN a la regió.

## Contingut
Els grups terroristes de Líbia eren cada vegada més associats amb Estat Islàmic, i l'afluència de combatents de l'exterior podria agreujar i complicar la Guerra Civil de Líbia. Les moltes armes i municions que circulaven lliurement eren una amenaça. El grup d'experts que supervisava el compliment de l'embargament d'armes va informar que hi havia violacions habituals, malgrat les mesures més estrictes. El 23 de maig, la Unió Europea va ampliar el mandat de la seva Operació Sophia EU Navfor Med per un any. Aquesta operació patrullava el Mediterrani i vigilava, entre altres coses, l'embargament d'armes de l'ONU contra Líbia.
Donades les circumstàncies, es va permetre als països inspeccionar els vaixells que navegaven cap a i des de Líbia i es sospitosos de contraban d'armes a la mar. Havien d'intentar obtenir l'aprovació prèvia de l'estat del pavelló. Si una inspecció trobava béns prohibits, podrien ser confiscats i destruïts, desfigurats, emmagatzemats o transferits a un tercer país.